# Le Juif errant

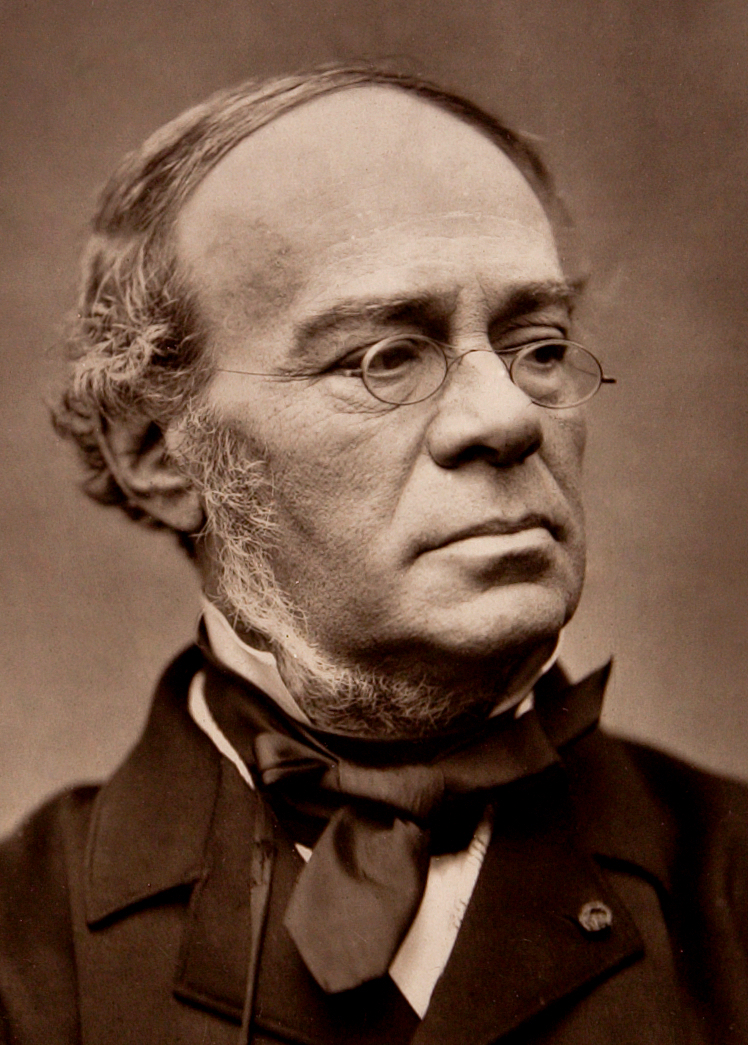
Fromental Halévy

Le Juif errant (Den vandrande juden) är en grand opera med musik av Jacques Fromental Halévy och libretto av Eugène Scribe och Jules-Henri Vernoy de Saint-Georges.
Operan bygger löst på romanen Le Juif errant av Eugène Sue. Medan romanen utspelas i Paris på 1800-talet och Den vandrande juden är oväsentlig för historien börjar operan i Amsterdam år 1190 och juden Ahasuerus (stavat Ashvérus i operan) är huvudkaraktär.

## Uppförandehistorik
Le Juif errant hade premiär i Salle Le Peletier på Parisoperan den 23 april 1852 och spelades 48 gånger under två säsonger. Musiken var tillräckligt populär för att generera en Vandrande Jude Mazurka, en Vandrande Jude vals, en Vandrande Jude Polka  och i Frankrike en avsevärd kvantitet av pianoverk, däribland flera "Grande fantaisie dramatique" och liknande titlar.

## Personer

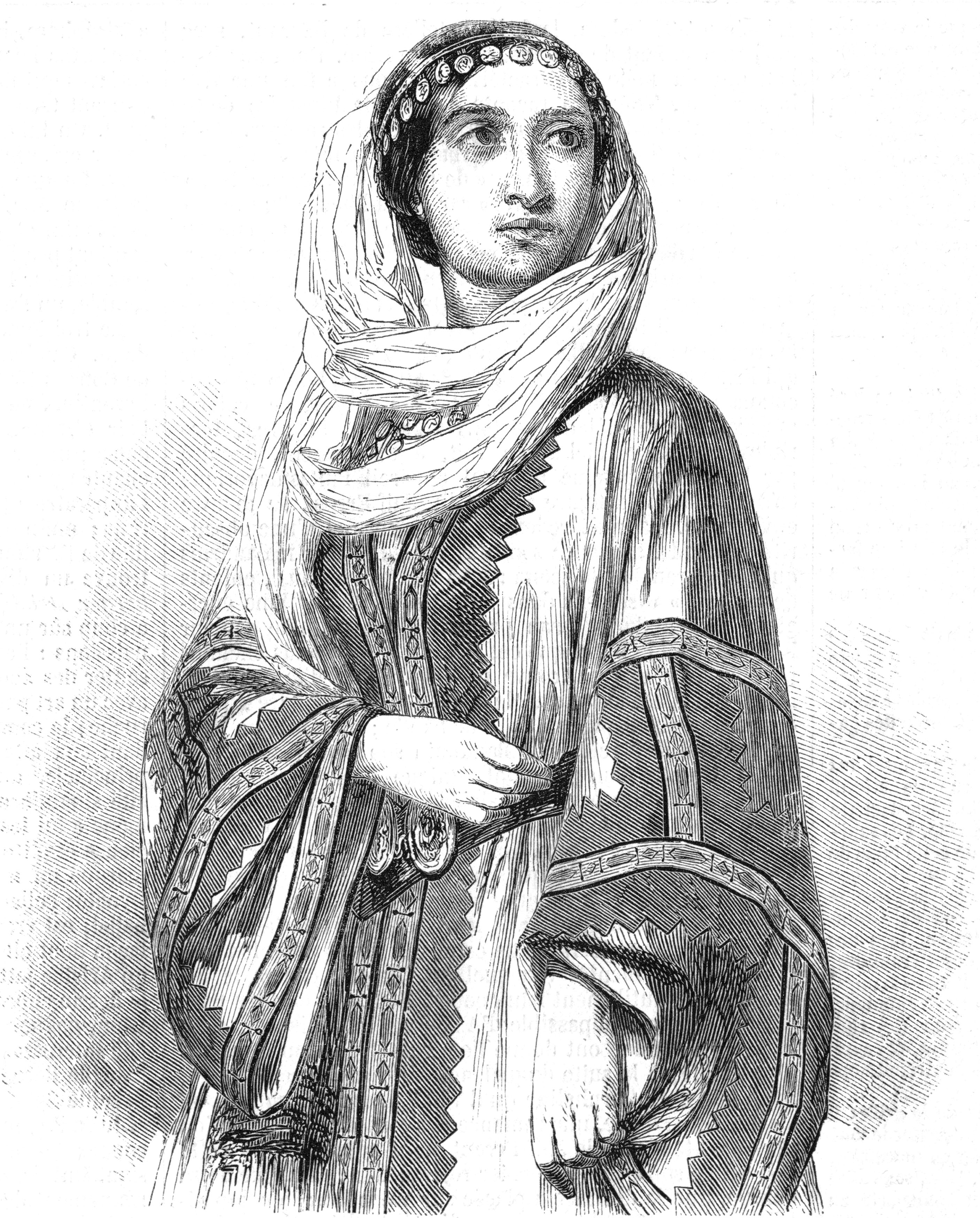
Emma La Grua i rollen som Irène

| Roller                                                                        | Stämma      | Premiärbesättning den 23 april 1852 (Dirigent: Narcisse Girard) |
| ----------------------------------------------------------------------------- | ----------- | --------------------------------------------------------------- |
| Ashvérus, Den vandrande juden                                                 | baryton     | Eugène Massol                                                   |
| Nicéphore, Kejsare av Orienten                                                | bas         | Louis-Henri Obin                                                |
| Léon, ättling till Ashvérus                                                   | tenor       | Gustave-Hippolyte Roger                                         |
| Théodora, båtskvinna på Schelde, syster till Léon                             | mezzosopran | Fortunata Tedesco                                               |
| Irène, dotter till Baudoin, greve av Flandern, också en ättling till Ashvérus | sopran      | Emma La Grua                                                    |
| Hovdam                                                                        | sopran      | Petit-Brière                                                    |
| Hämndens ängel                                                                | tenor       | Chapuis                                                         |
| Ludgers, banditledare                                                         | bas         | Depassio                                                        |
| Manoel, förste bandit                                                         | bas         | Canaple                                                         |
| Andronic, andre bandit                                                        | bas         | Guigneau                                                        |
| Jean, tredje bandit                                                           | bas         | Noir                                                            |
| Arbas, fjärde bandit                                                          | bas         | Goyon                                                           |
| Nattvakten                                                                    | baryton     | Merly                                                           |
| En palatsofficer                                                              | baryton     | Lyon                                                            |
| En lord                                                                       | baryton     | Molinier                                                        |
| En annan lord                                                                 | tenor       | Donzel                                                          |